# هبدن بریج
هبدن بریج (به انگلیسی: Hebden Bridge) یک شهرک در بریتانیا است که در Hebden Royd واقع شده‌است.

## خواهرخوانده
شهر Saint-Pol-sur-Ternoise خواهرخواندهٔ هبدن بریج هست.